# 皮蒙泰
皮蒙泰（義大利語：Pimonte），是意大利那不勒斯省的一个市镇。总面积12平方公里，人口6050人，人口密度504.2人/平方公里（2009年）。ISTAT代码为063054。